# Invasione atto terzo
Invasione atto terzo (Worldwar: Upsetting the Balance) è un romanzo di fantascienza ucronica di Harry Turtledove del 1996 che costituisce la terza parte del Ciclo dell'invasione (Worldwar).

## Trama
Gli Stati Uniti e la Germania sviluppano armi atomiche per proprio conto e, assieme ai Sovietici, ribattono colpo su colpo alla Razza. È vero che i Sovietici sono stati i primi a far detonare la bomba atomica, ma ciò è avvenuto solo perché il loro campione originale di plutonio (sottratto alla Razza) era più grande di quello dato agli USA e alla Germania; i Sovietici in realtà sono molto più arretrati rispetto a queste due nazioni nei loro sforzi di produrre da sé il plutonio, e hanno utilizzato tutto quello in loro possesso nella bomba atomica esplosa a sud di Mosca per eliminare la minaccia portata dalla Razza alla città.
In ogni caso, la Razza è terrorizzata dal fatto che gli umani siano stati capaci di far esplodere un'arma atomica, e molti comandanti sono scioccati per il numero di soldati della Razza morti nell'esplosione. Straha, terzo in comando della flotta di conquista, chiede una mozione di sfiducia verso il comandante della flotta Atvar da parte dei capitani di ogni nave della flotta. Un tale voto richiederebbe una maggioranza del 75% per esautorare Atvar, ma il voto raggiunge solo il 69%. Atvar rimane in sella, ma riconosce che la maggioranza dei comandanti delle navi non lo appoggia più attivamente. Furioso con Straha, ordina l'arresto di quest'ultimo, ma Straha, subodorando la sua azione, si consegna agli Stati Uniti, provocando l'ira di Atvar e permettendo agli Americani di accedere a un'astronave della Razza.
Ben presto, la Razza lancia un'invasione della Gran Bretagna per via aerea dalla Francia meridionale, sorvolando il Nord occupato dai Tedeschi, ed occupa un'area settentrionale (centrata sull'Oxfordshire e comprendente Northampton) ed una meridionale (centrata sul Sussex occidentale). Gli umani mantengono il controllo di Market Harborough; si combatte attorno ai villaggi di Brixworth, Scaldwell e Spratton, che sono sulla linea del fronte tra Northampton e Market Harborough. Henley-on-Thames è sotto il fuoco di artiglieria e carri armati per . Le forze umane sono sottoposte al fuoco degli elicotteri d'assalto delle Lucertole molti anni prima che tali armi siano inventate nella reale linea temporale. Le Lucertole ignorano gli avvertimenti del Primo Ministro Winston Churchill che un tale attacco porterà terribili conseguenze. Le forze aliene in Gran Bretagna sono soggette ad un'altra arma umana che non avevano considerato: il gas mostarda. Totalmente impreparate ad un attacco chimico da parte degli umani, la forza d'invasione della Razza ne è devastata e respinta: il piano per congiungere le loro due aree attraverso Maidenhead fallisce. Londra è sottoposta a pesanti bombardamenti e perde molti monumenti, come il Big Ben che nella storia reale sopravvisse ai blitz tedeschi. La sacca aliena settentrionale è annientata, e quella meridionale è evacuata in gran fretta per via aerea da Tangmere, l'ultimo campo d'aviazione in Inghilterra al di fuori della portata dell'artiglieria umana. La conseguenza è che i Britannici ottengono l'accesso a molta tecnologia aliena ancora intatta abbandonata durante la ritirata. L'uso dei gas mostarda da parte dei Britannici suggerisce anche a Tedeschi, Americani e Russi di usare gas velenosi contro la Razza. I Tedeschi utilizzano sarin e tabun.
Anche la guerriglia comunista cinese aumenta l'intensità del conflitto con la Razza.
In una delle basi della Razza in Siberia, il morale è sempre basso. Il clima è molto diverso da quello a cui le Lucertole sono abituate, e i soldati della Razza sentono di essere costantemente mandati incontro alla morte dai loro comandanti incompetenti. Molti sono caduti nell'abuso di zenzero, che funge da stupefacente per loro, anche se è stato vietato dagli ordini di Atvar (una simile disobbedienza sarebbe stata impensabile prima del loro arrivo sulla Terra). I soldati della Razza sono spinti al punto di rottura, e quando il comandante della base comincia a sgridare la guarnigione per l'ennesima volta, il pilota di un incrociatore terrestre gli spara in testa per farlo tacere, dando inizio a un'insurrezione; l'intera base si ammutina e fa di Ussmak il suo leader di fatto.

## Edizioni
- (EN) Harry Turtledove, Worldwar: Upsetting the Balance, Del Rey Books, 1995, ISBN 0-345-40221-9.
- Harry Turtledove, Invasione: Atto terzo, collana Narrativa Nord, traduzione di Gianluigi Zuddas, n. 70, Editrice Nord, 1997, ISBN 88-429-0953-X.
- Harry Turtledove, Invasione Atto terzo, collana TEADue, traduzione di Gianluigi Zuddas, n. 1170, Editori Associati, 2004, ISBN 88-502-0606-2.